# Сибила Маргарета фон Бриг
Сибила Маргарета фон Бриг (на немски: Sibylla Margareta von Schlesien-Brieg; на полски: Sybilla Małgorzata Piastówna, Sybilla Małgorzata Denhoff; * 20 юни 1620, Данциг; † 26 юни 1657, Гданск/Данциг) е принцеса от рода на Силезийските Пясти и чрез женитба имперска графиня фон Дьонхоф.

## Живот
Тя е дъщеря на херцог Йохан Кристиан фон Бриг (1591 – 1639) и маркграфиня на Доротея Сибила фон Бранденбург (1590 – 1625) от род Хоенцолерн, дъщеря на курфюрст Йохан Георг фон Бранденбург (1525 – 1598) и третата му съпруга Елизабет фон Анхалт (1563 – 1607).
Сибила Маргарета се омъжва на 23 август 1637 г. за имперски граф Герхард Дьонхоф (* 15 януари 1590, Мариенбург; † 23 декември 1648, Мариенбург/Малборк), полски кастелан на Данциг и войвода на Венден и Померелия в Кралство Прусия. Тя е втората му съпруга.
Сибила Маргарета умира на 37-годишна възраст в Гданск и е погребана в църквата „Св. Мария“ в Данциг.

## Деца
Сибила Маргарета и Герхард Дьонхоф имат 6 деца:
- Владислав Денхоф/Ладислаус (* 27 юли 1639; † 7 октомври 1683, Паркан), кастелан на Кулм, войвода на Померелен, шатцмайстер на Кралство Прусия, женен за Йоана Констанция Слушка († 30 октомври 1733)
- Йохан Фридрих (* 1 декември 1640; † 1683)
- Сибила (* 1641), омъжена за Пьотер фон Жихлински
- Фридрих
- Мариана (* 16 юни 1644; † 14 август 1647)
- Катарина, омъжена за Зеклинкси